# قفل کردن (فیلم)
قفل کردن (به هندی: Hawalaat) فیلمی محصول سال ۱۹۸۷ و به کارگردانی سورندرا موهان است. در این فیلم بازیگرانی همچون میتون چاکرابورتی، ریشی کاپور، شاتورگان سینها، پادمینی کولاپوری، آنیتا راج، مانداکینی، آمریش پوری، گلشن گروور، پریم چوپرا و دالیپ تاهیل ایفای نقش کرده‌اند.